# دوك (نيوفاوندلاند ولابرادور)
دوك (بالإنجليزية: The Dock)‏ هي مستعمرة تقع في المنطقة الجنوبية الشرقية من باي روبرتس، نيوفاوندلاند ولابرادور.